# Walter Müller (Spieleautor)
Walter Müller (* 1959 in Kempten (Allgäu)) ist ein deutscher Spieleautor und Inhaber des Spieleverlags Walter Müllers Spielewerkstatt.
Anlässlich der Fußball-WM 1974 entwickelte er das Spiel Brettfußball, welches er seit 1984 im Eigenverlag produziert. 1977 nahm Müller an einem Spieleerfinderwettbewerb der Firma ASS teil. 1988 erfolgte die Eröffnung eines Spielwarenladens in Kempten. In seinem Spieleverlag verlegte Müller neben seinen eigenen Spielen auch zwei Spiele von anderen Autoren. Seine Spiele Favoriten und Entenrallye befanden sich 1990 bzw. 1992 auf der Auswahlliste zum Spiel des Jahres. Das von ihm produzierte Spiel Rette sich wer kann erreichte 1994 beim Deutschen Spiele Preis den 5. Platz. Insgesamt waren drei Spiele aus Walter Müllers Spielewerkstatt beim Deutschen Spiele Preis unter den ersten zehn Plätzen vertreten.
Walter Müller ist verheiratet und hat drei Kinder. Der gelernte Schlosser arbeitet als Hausmeister in einem Pfarrzentrum. Seit 1990 veranstaltet er ganzjährige Brettfußballturniere.

## Auszeichnungen
- Spiel des Jahres
  - Favoriten: Auswahlliste 1990
  - Entenrallye: Auswahlliste 1992
- Deutscher Spiele Preis
  - Favoriten: 4. Platz 1990
  - Flußpiraten: 9. Platz 1991
  - Rette sich wer kann: 5. Platz 1994

## Ludographie
- 1984: Brettfußball
- 1986: Turmbau zu Babel
- 1989: Favoriten
- 1989: Entenrallye
- 1990: Flußpiraten (mit Klaus Zoch)
- 1992: Sensationen (von Helmut Huber)
- 1993: Rette sich wer kann (von Ronald Wettering)
- 2005: Alpenexpress